# Салбађел (Тимиш)
Салбађел (рум. Sălbăgel) насеље је у Румунији у округу Тимиш у општини Гавождија. Oпштина се налази на надморској висини од 173 m.

## Прошлост
По "Румунској енциклопедији" место се помиње 1411. године. Године 1801. постао је власник села Михаил Брункетал са синовима.
Аустријски царски ревизор Ерлер је 1774. године констатовао да место "Силбашел" припада Букошничком округу, Карансебешког дистрикта. Становништво је било претежно влашко.

## Становништво
Према подацима из 2002. године у насељу је живело 343 становника.

### Попис2002.
| Расподела становништва по националности 2002.‍ | Расподела становништва по националности 2002.‍ | Расподела становништва по националности 2002.‍ | Расподела становништва по националности 2002.‍ | Расподела становништва по националности 2002.‍ |
| --------------------------------------------- | --------------------------------------------- | --------------------------------------------- | --------------------------------------------- | --------------------------------------------- |
|                                               |                                               |                                               |                                               |                                               |
| Румуни                                        | Румуни                                        |                                               | 250                                           | 73,7%                                         |
| Украјинци                                     | Украјинци                                     |                                               | 82                                            | 24,2%                                         |
| Чеси                                          | Чеси                                          |                                               | 7                                             | 2,1%                                          |